# Arcidiecéze Ósaka-Takamacu
Arcidiecéze ósacká (latinsky Archidioecesis Osakensis-Takamatsuensis) je římskokatolická arcidiecéze na území japonských prefektur Ósaka, Hjógo, Wakajama, Ehime, Kagawa, Kóči a Tokušima, se sídlem v Ósace a katedrálou Neposkvrněného početí Panny Marie. Konkatedrála NAnebevzetí Panny Marie se nachází v městě Takamacu. Jejím současným arcibiskupem je Thomas Aquino Man’yō Maeda.

## Stručná historie
V roce 1888 byl zřízen apoštolský vikariát středního Japonska, z nějž se v roce 1891 stala diecéze, povýšená roku 1969 na arcidiecézi. 15. srpna 2023 papež František sloučil arcidiecézi ósackou s diecézí Takamacu a vznikla tak arcidiecéze Ósaka-Takamacu. Prvním arcibiskupem této diecéze byl jmenován kardinál Maeda, dosavadní arcibiskup ósacký.